# 158
158 (CLVIII na numeração romana) foi um ano comum do século II do Calendário Juliano, da Era de Cristo, a sua letra dominical foi B (52 semanas), teve início e fim num sábado.
| Ano completo                   |
| ------------------------------ |
| Ano comum com início ao sábado |